# امساحلة (مودية)

تعديل مصدري - تعديل

امساحلة هي إحدى قرى عزلة مودية بمديرية مودية التابعة لمحافظة أبين، بلغ تعداد سكانها 100 نسمة حسب تعداد اليمن لعام 2004.